# Düsseldorfer Schule (Elektronische Musik)
Düsseldorfer Schule (auch: Düsseldorfer Sound oder Düsseldorfer Avantgarde) ist eine Stilrichtung der Elektronischen Musik, die sich Anfang der 1970er Jahre in Deutschland entwickelte. Der Name entstand durch den Hauptwirkungsort der Vertreter dieser Stilrichtung – Düsseldorf.
Die Düsseldorfer Schule ist neben der Berliner Schule eine der beiden Hauptstilrichtungen der deutschen Elektronischen Musik und entstand kurz vor der Berliner Schule. Neben der elektronischen Musik wird auch Popmusik diverser Strömungen aus Düsseldorf unter dem Begriff Düsseldorfer Schule subsumiert.

## Ursprünge und Keimzelle

### Düsseldorfer Kunstakademie

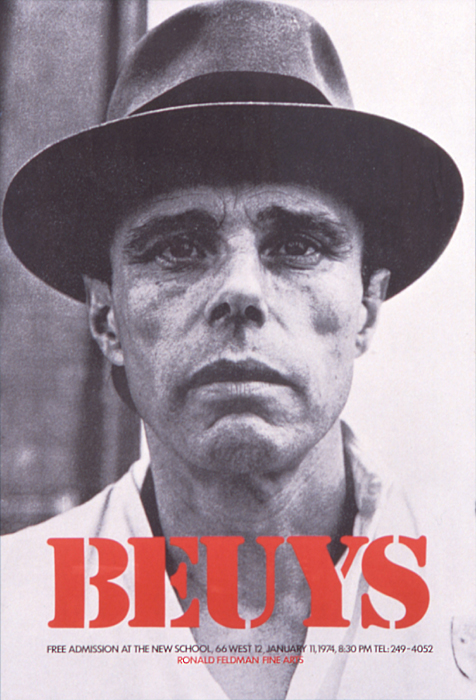
Joseph Beuys

Wichtig für das Entstehen der Düsseldorfer Schule war das Umfeld der Düsseldorfer Kunstakademie in den 1960er und frühen 1970er Jahren, an der Kunstprofessor Joseph Beuys wirkte. Beuys, der wohl bedeutendste Aktionskünstler des 20. Jahrhunderts, beschäftigte sich mit zahlreichen medialen Ausdrucksformen der Kunst, darunter auch experimentelle Musik. In späteren Fluxusaktionen setzte Beuys tonale und atonale Kompositionen und Geräuschcollagen ein, wobei er Mikrophone, Tonbandgeräte, Rückkopplungen, verschiedene Musikinstrumente und seine eigene Stimme einbrachte. Er arbeitete dabei zusammen mit anderen Künstlern, zum Beispiel mit Henning Christiansen, Nam June Paik, Charlotte Moorman und Wolf Vostell. Besonders schätzte er den US-amerikanischen Komponisten und Künstler John Cage. Es entstanden Werke wie Eurasia und 34. Satz der Sibirischen Synphonie mit dem Einleitungsmotiv der Kreuzesteilung, 1966. In der Aktion … oder sollen wir es verändern, 1969, spielten er Klavier und Henning Christiansen Violine. Beuys schluckte Hustensaft, während Christiansen ein Tonband mit Geräuschcollagen aus Stimmen, Vogelgesang, Sirenengeheul und anderen elektronischen Klängen abspielte.
Im Jahre 1969 wurde Joseph Beuys vom Komponisten und Regisseur Mauricio Kagel eingeladen, um sich an seinem Film Ludwig van zum 200. Geburtstag Ludwig van Beethovens zu beteiligen. Beuys trug mit einer Aktion die Sequenz Beethovens Küche bei. Die Dreharbeiten fanden im Auftrag des WDR am 4. Oktober in Beuys’ Atelier statt.

### Clubs und Studios
Wichtige Grundlage war die Szene von Clubs und Bars wie der Ratinger Hof oder der Avantgarde-Club Creamcheese, in dem Beuys verkehrte und Performances mit psychedelischer Musik und Experimentalfilmen veranstaltete. In diesem Umfeld standen zwei Protagonisten, die den Sound von Düsseldorf über ein Jahrzehnt lang prägten: Schlagzeuger Klaus Dinger und Produzent Conny Plank. Dinger spielte in der ersten Besetzung von Kraftwerk, gemeinsam mit Plank und Gitarrist Michael Rother gründete er die Band Neu!. Diese Düsseldorfer Musikergeneration wollte „progressiv“ sein. Man blickte auf Werbung und Industriedesign, orientierte sich an der gerade aufkommenden Synthesizer-Technik für den elektronischen Experimentalsound. Produzent Conny Plank, der bei den ersten Platten von Kraftwerk, Neu! oder La Düsseldorf hinter dem Mischpult saß, war wichtiger Impulsgeber. Mit Kontakten zu den Major-Labels wirkte er als wichtiger Katalysator. Noch ein Jahrzehnt später vertrauten die Düsseldorfer Elektro-Punks seinen „Maschinenpark-Sounds“.

## Vertreter

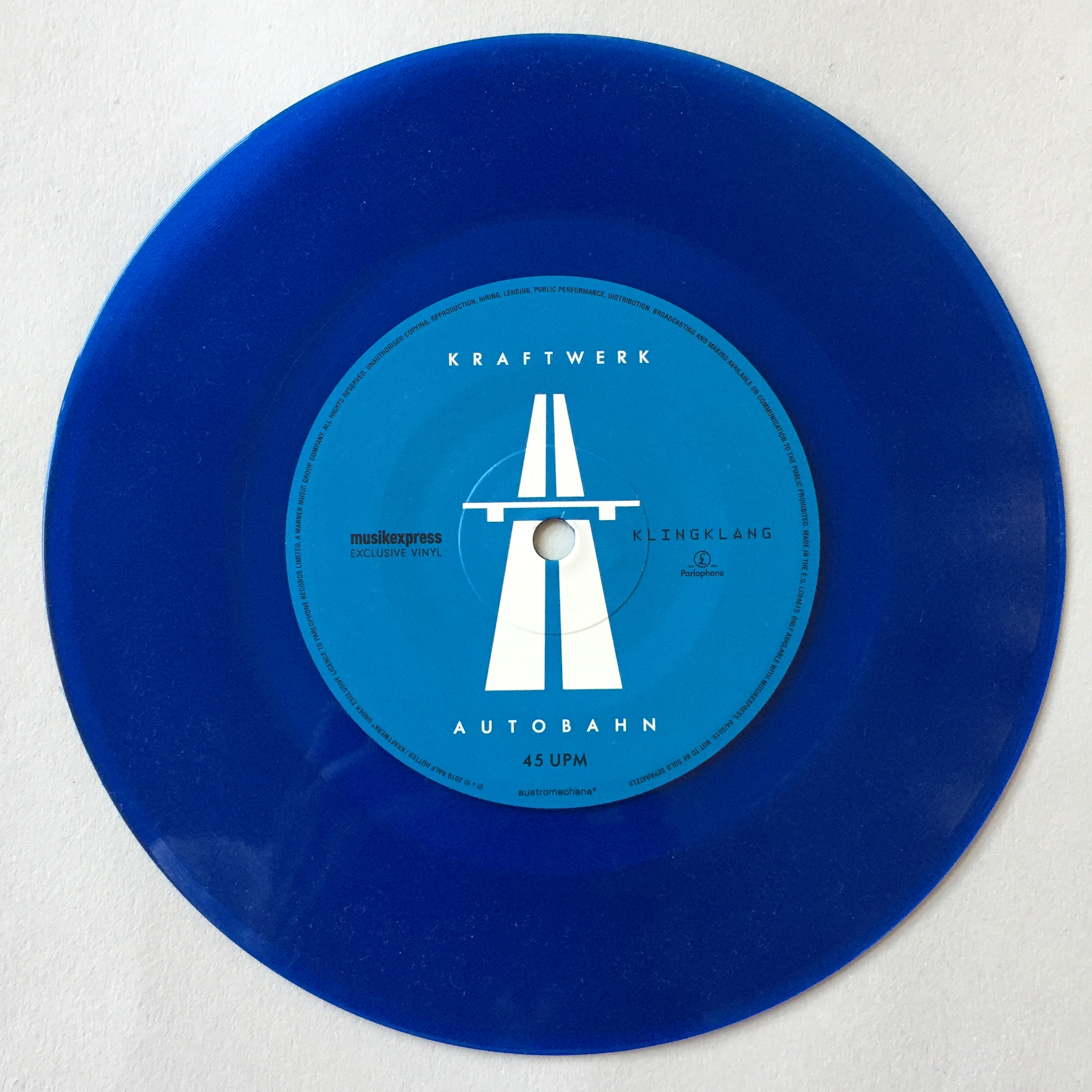
Kraftwerk: Autobahn auf Vinyl (2019)

Nach ihrem zeitlichen Einstieg in die Szene wird von einer ersten, zweiten und dritten Generation Düsseldorfer Elektronik-Musiker gesprochen. Von der Kritik wird die Musik je nach Veröffentlichung als Techno, Synthiepop, Pop, Avantgarde, New Wave, Post-Rock, Ambient oder Electronica charakterisiert.

### Pioniere der ersten Generation
Bekannte Pioniere waren in Düsseldorf ansässige Bands wie Kraftwerk, Neu! und La Düsseldorf. Im Ausland wurde die Musik der Pioniere als Krautrock bezeichnet.
So tüftelte Kraftwerk im Kling Klang Studio an Klassikern aus Düsseldorf wie Autobahn (1974) und Wir sind die Roboter. Die Gruppe Kraftwerk besteht bis heute. Von allen elektronischen Bands aus Düsseldorf überstrahlt Kraftwerk die Szene, weil sich frühzeitig kommerzielle Erfolge einstellten: Der Track Autobahn erreichte die US-Charts. Neben der Musik war aber auch die optische Präsentation von Kraftwerk einzigartig und erhob den Anspruch auf eine Performance, ein Gesamtkunstwerk. Allerdings gab es unter den Künstlern auch ein Wohlstandsgefälle. Während Ralf Hütter und Florian Schneider von Kraftwerk aus sehr begüterten Häusern stammten, daher immer die neuesten Instrumente hatten und nie für ihren Lebensunterhalt sorgen mussten, arbeiteten andere wie Klaus Dinger und die Musiker von La Düsseldorf auf dem Bau, um ihr nächstes Album zu finanzieren.
Wenngleich oft von einem Nebeneinander der heterogenen Szene in Düsseldorf berichtet wird, so gab es auch Interaktionen mit der Berliner Schule. So war Conrad Schnitzler, Schüler des Objekt- und Aktionskünstlers Joseph Beuys, in den 1960er Jahren von Düsseldorf nach Berlin gekommen. Im Jahre 1970 bildete er zusammen mit Klaus Schulze und Edgar Froese die zweite Formation der Gruppe Tangerine Dream. Er besorgte im gleichen Jahr der Gruppe Kraftwerk den ersten Synthesizer.

### Künstler der zweiten und dritten Generation
Zur zweiten Generation zählen u. a. Die Krupps, Liaisons Dangereuses, DAF (Deutsch Amerikanische Freundschaft), Rheingold, Der Plan, Pyrolator aka Kurt Dahlke, Belfegore und Propaganda.
Zur dritten Generation, zählen u. a. Kreidler und Mouse on Mars.

## Stil

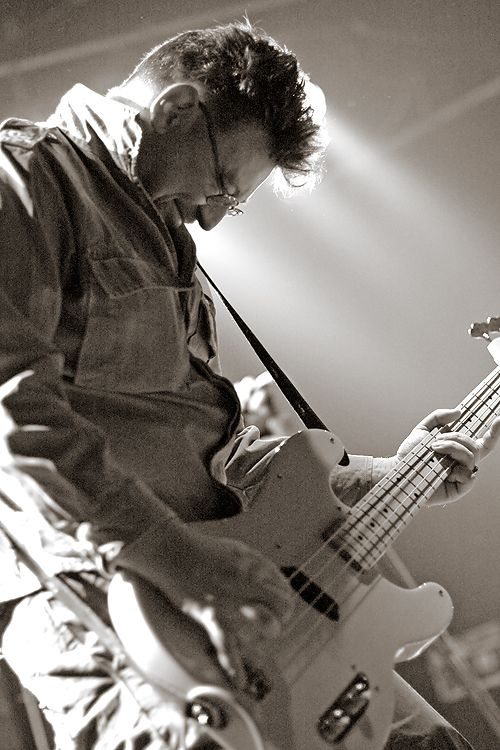
Rüdiger Esch, Bassist der Gruppe Die Krupps (2006)

Die Düsseldorfer Schule ist heterogen. Sie wird vor dem Hintergrund von Kraftwerk oft als „Maschinen-Musik“ bezeichnet. Neu! bezeichnete die Musik als „Motorik“. In jedem Fall hat sie einen Hang zum elektronischen Experiment. Als gemeinsames Merkmal kann man sie als elektronisch-kühle, postindustrielle Popmusik mit Elementen des Minimalismus und Reduktion bezeichnen. Einige Beiträge sind auch minimalistische Rockmusik mit Verfremdungseffekten, wenn z. B. akustisch erzeugte Klänge elektronisch modifiziert werden, Tonbandmusik rückwärts abgespielt wird oder Umweltgeräusche eingezogen werden. Neben reinen Instrumentalstücken werden auch Sprache oder Gesang eingesetzt. Typisch ist ein gewollt trockener, statischer Schlagzeugrhythmus, der von einer synthetischen E-Bass-Linie als Groove-Fundament unterfüttert wird. Das Grundgefüge wird dann durch additive Soundelemente ergänzt. Neben synthetischen Perkussions- und Basslinien kommen auch E-Gitarren oder andere Instrumente zum Einsatz.
Die zeitliche Spanne reicht von der analogen Phase bis in die digitale Phase der Tonerzeugung. Die digitale Aufnahmetechnik setzte etwa ab 1986 ein. Die früher analog erzeugten elektronischen Klänge können heute digital erzeugt, reproduziert, gespeichert, modular zusammengesetzt, variiert und geloopt werden. Die heute günstigen „Produktionsmittel“ ermöglichen eine Verbreitung in der Künstlerszene. Dies läutete die gegenwärtige „dezentralisierte Ära“ ein.

## Entwicklung

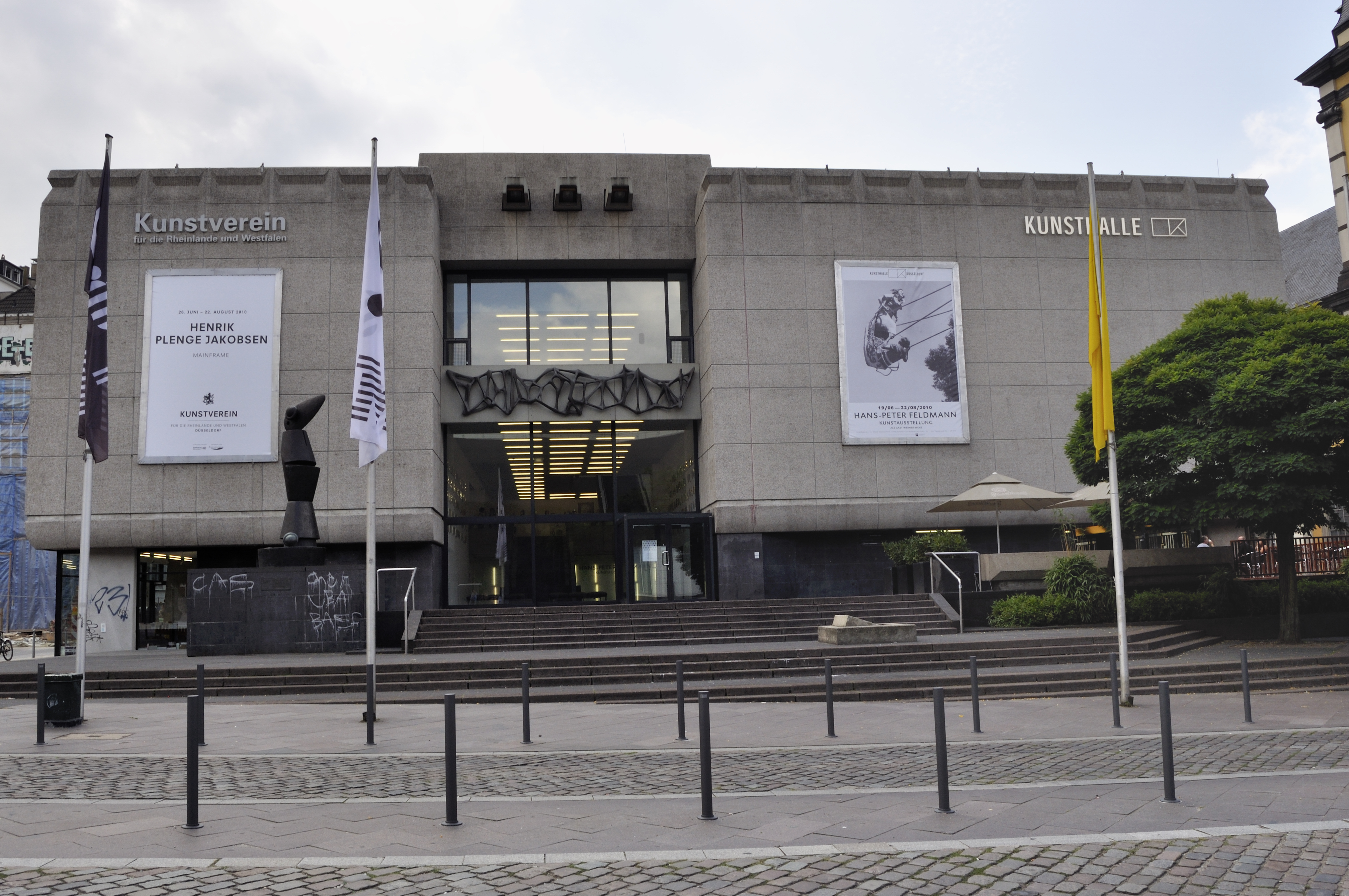
Gebäude der Kunsthalle Düsseldorf mit dem Eingang zum Salon des Amateurs (rechts neben dem Haupteingang der Kunsthalle)

Neu! und Kraftwerk waren die wichtigsten Protagonisten der elektronischen Musikszene Düsseldorfs. In ihrer Heimat waren sie nur Randfiguren, der Erfolg kam erst über das Ausland, vor allem in England. Im Ausland als „Visionäre“ gefeiert, war die experimentelle Musik in Deutschland zunächst ein Nischenprogramm. Die Musik von Neu! und La Düsseldorf übte großen Einfluss auf die Musik von Brian Eno und David Bowie aus. Bowie nannte La Düsseldorf „the soundtrack of the eighties“. So wurde Düsseldorf zum Mekka der elektronischen Musik.
Der Erfolg in England, später auch den USA hatte Gründe. Die Musik war Ausdruck des post-industriellen Umfeldes dieser Zeit sowie Aufbruch in neue musikalische Ausdrucksformen im Sinne des Futurismus oder Modernismus.
Auch heute gibt es in Düsseldorf eine lebendige elektronische Musikszene um den Club „Salon des Amateurs“ in der Düsseldorfer Altstadt. Zudem bieten Tonstudios, wie das immer noch existente Kling Klang Studio oder das 3Klang-Tonstudio, Künstlern eine kreative Plattform.
Während der letzten Jahre hat die Düsseldorfer Formation Kraftwerk einen bemerkenswerten Prozess hin zum postmodernen Gesamtkunstwerk vollzogen. Ausgehend von der Ausstellung ausgewählter Videoprojektionen im Münchner Lenbachhaus (2011) bis zu Werkretrospektiven, die seitdem u. a. im MoMA New York, der Londoner Tate Modern, dem Burgtheater in Wien oder in der Berliner Neuen Nationalgalerie stattfanden, inszenierte Kraftwerk sich als Kunstobjekt. Mit der Änderung der Plattform von der Konzertbühne ins Museum hat die Band erneut ihre Fähigkeit Trends zu setzen unter Beweis gestellt. Ralf Hütter sprach über den Stil von Kraftwerk als „industrielle Volksmusik“.

## Wirkung
Den stärksten Einfluss übte die Düsseldorfer Schule auf die Musikstile Techno, Industrial und den Punk aus, gilt aber auch als ein wichtiger Impulsgeber für die Neue Deutsche Welle. Viele aus der Düsseldorfer Schule entwickelten Ideen wurden in Musikformen wie Electronic Dance Music, New Age oder Ambient Music aufgegriffen.

## Beispiele
- NEU!: Hallogallo (1972)
- La Düsseldorf: Düsseldorf (1976)
- Rheingold: Dreiklangs-Dimensionen (1980)
- Kraftwerk: Autobahn (1974)
- Kraftwerk: Radio-Aktivität (1975)
- Kraftwerk: Trans Europa Express (1977)
- Kraftwerk: Die Mensch-Maschine (1978)
- Kraftwerk: Electric Café (1986) (erstes digitales Album)